# Nina (Bataszowa)
Nina, nazwisko świeckie Bataszowa (ur. 25 sierpnia 1873 w guberni kałuskiej, zm. 12 kwietnia 1969 w Wilnie) – mniszka prawosławna, wieloletnia przełożona monasteru św. Marii Magdaleny w Wilnie.

## Życiorys
Ukończyła żeńskie gimnazjum w Możajsku. Mając piętnaście lat została posłusznicą w jednym z żeńskich monasterów eparchii orłowskiej. Przez osiem lat była nauczycielką czytania i pisania w jednej ze szkół prowadzonych przez klasztor oraz członkinią chóru monasterskiego. Następnie przez trzy lata kierowała gospodarstwem klasztornym. 3 września 1900 została przeniesiona do monasteru św. Marii Magdaleny w Wilnie. Prowadziła tam kancelarię monasterską, śpiewała w chórze i nauczała w szkole żeńskiej. Wieczyste śluby mnisze złożyła dopiero w 1916, po udaniu się zakonnic na bieżeństwo, przed spowiednikiem monasteru archimandrytą Makarym.
W 1918 wróciła do Wilna razem z częścią wspólnoty monastycznej, której przełożoną była od 1918. Dzięki pomocy biskupa wileńskiego i litewskiego Eleuteriusza mogła pozostać w mieście w monasterze Trójcy Świętej (poprzedni budynek żeńskiego monasteru był pierwotnie własnością wizytek i został przez nie rewindykowany). Od 1921 nosiła tytuł ihumeni. W okresie międzywojennym była wielokrotnie odznaczana nagrodami cerkiewnymi za zaangażowanie w pracę charytatywną.

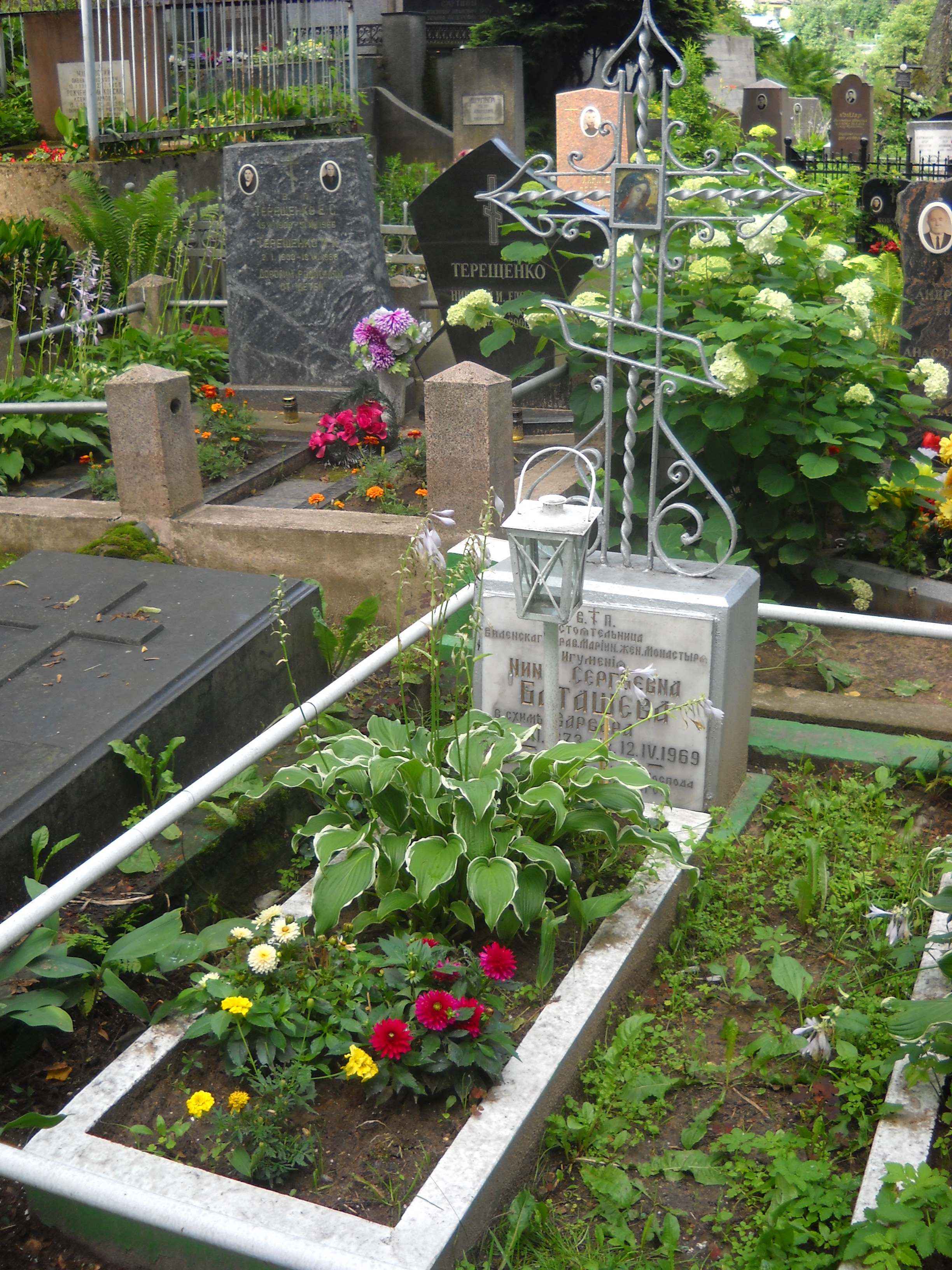
Grób ihumeni Niny w kwaterze mniszek na cmentarzu prawosławnym w Wilnie

Nina (Bataszowa) pozostawała przełożoną monasteru św. Marii Magdaleny w Wilnie do 1968. W tym samym roku dobrowolnie zrezygnowała z funkcji, przekazując ją swojej krewnej, mniszce Angelinie (Bataszowej), i złożyła śluby wielkiej schimy z imieniem Barbara. W okresie pełnienia godności przełożonej wielokrotnie angażowała się w życie również innych klasztorów, pomagając w rozwiązywaniu wewnętrznych problemów lub czasowo spełniając obowiązki przełożonej w monasterze w Zimnem, Korcu i Obyczu. Zmarła w 1969 i została pochowana na cmentarzu prawosławnym w Wilnie.
Siedem spośród mniszek żyjących pod jej duchowym kierownictwem w klasztorze w Wilnie objęło następnie funkcje przełożonych w różnych monasterach.
Siostra schiihumenii Heleny (Bataszowej).